# Записки Лазаря
Записки Лазаря (The Lazarus Papers) — американский фантастический боевик режиссёров Джереми Хандли и Дэниэла Зирилли. Съёмки проходили в Таиланде. Релиз в США состоялся в 2010 году, а в 2012 году фильм вышел на DVD.

## Сюжет
Жестокий и кровавый наемник Себастиан Райкер (Гэри Дэниелс), пресытившись преступлениями, убийствами и насилием, ищет «новых развлечений». В Азиатских джунглях он нашёл себе прибыльное дело: он охотится за людьми, а затем продает их в рабство. Однажды он убивает миролюбивого и доброго шамана Аруна (Дэнни Трехо) вместе с его семьей. Вскоре Арун оживает и очень жалеет об этом, ведь он не в состоянии жить без семьи, сильная тоска затуманила его разум. Он пытается покончить жизнь самоубийством и вот горе, он опять возрождается. Тогда он решил отправиться в путешествие по городам и джунглям Азии и найти тайну избавления от бессмертия.

## В ролях
- Дэнни Трехо — Арун
- Гэри Дэниелс — Себастиан Райкер
- Кристал Ви — Нана
- Джон Эдвард Ли — Лонни Смит
- Томми Листер — Тини Делейни
- Бай Лин — Кио
- Деймон Уитакер — Док Бэгли

## Отзывы
Фильм получил малочисленные и преимущественно отрицательные отзывы кинокритиков. Рейтинг фильма на сайте Internet Movie Database — 2,6 из 10.